# El olvido que seremos
El olvido que seremos és una pel·lícula dramàtica de 2020, dirigida per l'espanyol Fernando Trueba i basada en la novel·la homònima del colombià Héctor Abad Faciolince. La pel·lícula va ser inclosa dins de la selecció oficial del 73è Festival Internacional de Cinema de Canes, festival ajornat a causa de la pandèmia de COVID-19 a França. Finalment, la cinta va clausurar, fora de concurs, la Secció Oficial de la 68 edició del Festival Internacional de Cinema de Sant Sebastià 2020. Fou seleccionada per representar Colòmbia en l'Oscar a la millor pel·lícula de parla no anglesa.

## Sinopsi
Basada en la veritable història d'Héctor Abad Gómez, un professor d'universitat colombià que va desafiar l'establishment polític del seu país.

## Repartiment
- Javier Cámara
- Aida Morales
- Patricia Tamayo
- Juan Pablo Urrego

## Crítiques
| «                              | "Bonica, lluminosa i tràgica pel·lícula (...) Cámara fa una creació magistral d'aquest personatge commovedor" | » |
| — Carlos Boyero: Diari El País | |   |

| «                               | "Un tractat de l'emoció a voltes amb la bellesa, la dignitat i la bondat (...) Trueba ha fet una pel·lícula inoblidable. Per emocionant. I viva." | » |
| — Luis Martínez: Diari El Mundo | |   |

| «                         | "La millor pel·lícula de Fernando [Trueba] en anys (...) és un cant apassionat i desbordat a la família (...) Javier Cámara està superb". | » |
| — Rubén Romero: Cinemanía | |   |